# لا ميسا (كاليفورنيا)
لا ميسا (بالإنجليزية: La Mesa)‏ هي إحدى مدن مقاطعة سان ديغو، كاليفورنيا. تم إعطاءها لقب مدينة في 16 فبراير، 1912.

## التركيبة السكانية
حدّد مكتب تعداد الولايات المتحدة بيانات التركيبة السكانية للا ميسا في تعداد الولايات المتحدة. في ما يلي، التركيبة السكانية حسب تعدادي 2000 و2010.

### تعداد عام 2000
بلغ عدد سكان لا ميسا 54,749 نسمة بحسب تعداد عام 2000، وبلغ عدد الأسر 24,186 أسرة وعدد العائلات 13,386 عائلة مقيمة في المدينة. في حين سجلت الكثافة السكانية 2,322.8 نسمة لكل كيلومتر مربع (6,016.0/ميل2). وبلغ عدد الوحدات السكنية 24,943 وحدة بمتوسط كثافة قدره 1,058.3 لكل كيلومتر مربع (2,741.0/ميل2).
وتوزع التركيب العرقي للمدينة بنسبة 80.64% من البيض و4.86% من الأمريكيين الأفارقة و0.66% من الأمريكيين الأصليين و4.09% من الأمريكيين ذوي الأصول الآسيوية و0.40% من سكان جزر المحيط الهادئ و5.08% من الأعراق الأخرى و4.27% من عرقين مختلطين أو أكثر و13.52% من الهسبانيون أو اللاتينيون من أي عرق.
بلغ عدد الأسر 24,186 أسرة كانت نسبة 26.7% منها لديها أطفال تحت سن الثامنة عشر تعيش معهم، وبلغت نسبة الأزواج القاطنين مع بعضهم البعض 39.8% من أصل المجموع الكلي للأسر، ونسبة 11.6% من الأسر كان لديها معيلات من الإناث دون وجود شريك، بينما كانت نسبة 3.9% من الأسر لديها معيلون من الذكور دون وجود شريكة وكانت نسبة 44.7% من غير العائلات. تألفت نسبة 34.2% من أصل جميع الأسر من عدة أفراد يعيشون في نفس المنزل ونسبة 12.9% كانت تتألف من شخص يعيش بمفرده يبلغ من العمر 65 عاماً أو أكثر. وبلغ متوسط حجم الأسرة المعيشية 2.22، أما متوسط حجم العائلات فبلغ 2.86.
بلغ العمر الوسطي للسكان 37.3 عاماً. وكانت نسبة 19.8% من القاطنين تحت سن الثامنة عشر، وكانت نسبة 9.9% بين الثامنة عشر والرابعة والعشرين عاماً، ونسبة 32.7% كانت واقعةً في الفئة العمرية ما بين الخامسة والعشرين والرابعة والأربعين عاماً، ونسبة 20.2% كانت ما بين الخامسة والأربعين والرابعة والستين، ونسبة 15.5% كانت ضمن فئة الخامسة والستين عاماً فما فوق. يوجد لكل 100 أنثى 90.6 ذكر، ويوجد لكل 100 أنثى في الثامنة عشر من عمرها فما فوق 87.7 ذكر.
بلغ متوسط دخل الأسرة في المدينة 41,693 دولارًا، أما متوسط دخل العائلة فبلغ 50,398 دولارًا. وكان متوسط دخل الذكور 37,215 دولارًا مقابل 30,413 دولارًا للإناث. وسجل دخل الفرد الخاص بالمدينة 22,372 دولارًا. وكانت نسبة 5.2% من العائلات ونسبة 9.4% من السكان تحت خط الفقر، وكان من هؤلاء نسبة 11% تحت سن الثامنة عشر ونسبة 6.2% في الخامسة والستين من العمر وما فوق.

### تعداد عام 2010
بلغ عدد سكان لا ميسا 57,065 نسمة بحسب تعداد عام 2010، وبلغ عدد الأسر 24,512 أسرة وعدد العائلات 13,767 عائلة مقيمة في المدينة. في حين سجلت الكثافة السكانية 2,421.1 نسمة لكل كيلومتر مربع (6,270.6/ميل2). وبلغ عدد الوحدات السكنية 26,167 وحدة بمتوسط كثافة قدره 1,110.2 لكل كيلومتر مربع (2,875.4/ميل2).
وتوزع التركيب العرقي للمدينة بنسبة 71.78% من البيض و7.71% من الأمريكيين الأفارقة و0.76% من الأمريكيين الأصليين و5.76% من الأمريكيين ذوي الأصول الآسيوية و0.56% من سكان جزر المحيط الهادئ و7.58% من الأعراق الأخرى و5.85% من عرقين مختلطين أو أكثر و20.50% من الهسبانيون أو اللاتينيون من أي عرق.
بلغ عدد الأسر 24,512 أسرة كانت نسبة 27.3% منها لديها أطفال تحت سن الثامنة عشر تعيش معهم، وبلغت نسبة الأزواج القاطنين مع بعضهم البعض 38.1% من أصل المجموع الكلي للأسر، ونسبة 12.7% من الأسر كان لديها معيلات من الإناث دون وجود شريك، بينما كانت نسبة 5.4% من الأسر لديها معيلون من الذكور دون وجود شريكة وكانت نسبة 43.8% من غير العائلات. تألفت نسبة 32.7% من أصل جميع الأسر من عدة أفراد يعيشون في نفس المنزل ونسبة 11.9% كانت تتألف من شخص يعيش بمفرده يبلغ من العمر 65 عاماً أو أكثر. وبلغ متوسط حجم الأسرة المعيشية 2.30، أما متوسط حجم العائلات فبلغ 2.94.
بلغ العمر الوسطي للسكان 37.1 عاماً. وكانت نسبة 19.6% من القاطنين تحت سن الثامنة عشر، وكانت نسبة 11.2% بين الثامنة عشر والرابعة والعشرين عاماً، ونسبة 29.4% كانت واقعةً في الفئة العمرية ما بين الخامسة والعشرين والرابعة والأربعين عاماً، ونسبة 25.6% كانت ما بين الخامسة والأربعين والرابعة والستين، ونسبة 14.2% كانت ضمن فئة الخامسة والستين عاماً فما فوق. وتوزع التركيب الجنسي للسكان بنسبة 47.6% ذكور و52.4% إناث.

## المناخ
يظهر الجدول التالي التغييرات المناخية على مدار السنة للا ميسا:
| البيانات المناخية لـلا ميسا                                  | البيانات المناخية لـلا ميسا | البيانات المناخية لـلا ميسا | البيانات المناخية لـلا ميسا | البيانات المناخية لـلا ميسا | البيانات المناخية لـلا ميسا | البيانات المناخية لـلا ميسا | البيانات المناخية لـلا ميسا | البيانات المناخية لـلا ميسا | البيانات المناخية لـلا ميسا | البيانات المناخية لـلا ميسا | البيانات المناخية لـلا ميسا | البيانات المناخية لـلا ميسا | البيانات المناخية لـلا ميسا |
| الشهر                                                        | يناير                       | فبراير                      | مارس                        | أبريل                       | مايو                        | يونيو                       | يوليو                       | أغسطس                       | سبتمبر                      | أكتوبر                      | نوفمبر                      | ديسمبر                      | المعدل السنوي               |
| ------------------------------------------------------------ | --------------------------- | --------------------------- | --------------------------- | --------------------------- | --------------------------- | --------------------------- | --------------------------- | --------------------------- | --------------------------- | --------------------------- | --------------------------- | --------------------------- | --------------------------- |
| الدرجة القصوى °ف (°م)                                        | 90 (32)                     | 92 (33)                     | 96 (36)                     | 105 (41)                    | 100 (38)                    | 103 (39)                    | 106 (41)                    | 106 (41)                    | 109 (43)                    | 105 (41)                    | 97 (36)                     | 91 (33)                     | 109 (43)                    |
| متوسط درجة الحرارة الكبرى °ف (°م)                            | 67.0 (19.4)                 | 68.4 (20.2)                 | 68.8 (20.4)                 | 71.6 (22.0)                 | 73.3 (22.9)                 | 77.5 (25.3)                 | 82.8 (28.2)                 | 84.3 (29.1)                 | 83.3 (28.5)                 | 78.8 (26.0)                 | 73.1 (22.8)                 | 68.3 (20.2)                 | 74.8 (23.8)                 |
| متوسط درجة الحرارة الصغرى °ف (°م)                            | 44.5 (6.9)                  | 46.0 (7.8)                  | 47.6 (8.7)                  | 50.6 (10.3)                 | 54.3 (12.4)                 | 57.7 (14.3)                 | 61.5 (16.4)                 | 62.8 (17.1)                 | 61.0 (16.1)                 | 55.9 (13.3)                 | 49.2 (9.6)                  | 44.8 (7.1)                  | 53.0 (11.7)                 |
| أدنى درجة حرارة °ف (°م)                                      | 26 (−3)                     | 31 (−1)                     | 34 (1)                      | 31 (−1)                     | 41 (5)                      | 47 (8)                      | 46 (8)                      | 49 (9)                      | 45 (7)                      | 30 (−1)                     | 30 (−1)                     | 29 (−2)                     | 26 (−3)                     |
| الهطول إنش (مم)                                              | 2.62 (67)                   | 2.17 (55)                   | 2.42 (61)                   | 1.05 (27)                   | 0.31 (7.9)                  | 0.08 (2.0)                  | 0.05 (1.3)                  | 0.08 (2.0)                  | 0.21 (5.3)                  | 0.54 (14)                   | 1.42 (36)                   | 1.55 (39)                   | 12.5 (317.5)                |
| المصدر: WRCC, Period of Record General Climate Summary Table |                             |                             |                             |                             |                             |                             |                             |                             |                             |                             |                             |                             |                             |

## أعلام
- ويل إتش. برادلي
- توماس هنري
- جولدي راب
- ستيف روشي
- ديف موستين
- فرانكي هايدوك
- روي هاتسون
- جيمس سبور
- فريدريك و. ستوركو
- جانين هانسون

## الموقع الجغرافي
الموقع الجغرافي للمناطق المحيطة بهذه النقطة هو كالتالي: